# Павлов, Виталий Григорьевич
Виталий Григорьевич Павлов (1914—2005) — советский деятель органов государственной безопасности, разведчик, дипломат, генерал-лейтенант, участник Великой Отечественной войны.

## Биография
В. Г. Павлов родился 30 сентября 1914 года в Барнауле в семье рабочего. В 1930 году после окончания школы поступил в фабрично-заводское училище, работал слесарем на Барнаульском вагоноремонтном заводе.
В 1938 году после окончания Сибирского автодорожного института был направлен на работу в органы НКВД СССР. После окончания курсов при Центральной школе НКВД СССР и Школы особого назначения НКВД последовательно назначался стажёром американского отделения 5-го отдела, оперуполномоченным, заместителем начальника 1-го отделения, с 1940 года — 5-го отдела ГУГБ НКВД СССР.
Во время Великой Отечественной войны Павлов занимал должности зам. начальника 2-го отделения 3-го отдела 1-го управления НКВД СССР, перед самой войной под прикрытием должности дипкурьера побывал в краткосрочной командировке в США (см. операция Снег).
В 1942 году был направлен в Канаду в качестве «легального» резидента под прикрытием должности первого секретаря и заведующего консульским отделом посольства СССР в Канаде. В 1945 году Павлов был объявлен персоной нон грата и выслан из Канады.
В 1946 году В. Г. Павлов был назначен начальником отделения информационного отдела ПГУ МГБ СССР, затем был старшим помощником начальника 1-го отдела 5-го управления.
С 1949 года — старший помощник начальника, заместитель начальника, начальник американского отдела нелегальной разведки КИ при СМ СССР.
В 1952 году был назначен начальником 1-го отдела 1-го управления ПГУ МГБ СССР. С 1953 года — начальник нелегального отдела, зам. начальника 1-го отдела ВГУ МВД СССР. В 1954 году вместе с Леонтиной Коэн под видом американского бизнесмена совершил инспекторскую поездку по нелегальным резидентурам в Австрии, Италии, Швейцарии, Франции и Бельгии.
С 1959 года — зам. начальника, начальник Спецуправления ПГУ КГБ при Совмине СССР. В 1961 году был назначен заместителем начальника Первого главного управления КГБ СССР. В 1966 году возглавил резидентуру в Австрии. В 1971 году был назначен начальником Краснознамённого института ПГУ КГБ СССР, а в 1973 году — руководителем представительства КГБ СССР при МВД Польской Народной Республики.
С 1987 года В. Г. Павлов находится в отставке. Умер 11 апреля 2005 года в Москве.

## Награды
- Орден Ленина;
- Орден Октябрьской Революции;
- Орден Красного Знамени;
- Орден Отечественной войны 1-й степени;
- Орден Трудового Красного Знамени;
- Орден Красной Звезды;

Ведомственные знаки отличия:
- Знак Почётный сотрудник госбезопасности

## Сочинения
- Павлов В. Г. Я был резидентом КГБ в Польше. — Варшава, 1994.
- Павлов В. Г. Операция «Снег». — М.: Гея итерум, 1996.
- Павлов В. Г. Руководители Польши глазами разведчика. — М.: Терра — Книжный клуб, 1998. — (Секретные миссии). ISBN 5-300-01626-8.
- Павлов В. Г. Сезам, откройся! — М.: Терра — Книжный клуб, 1999. — ISBN 5-300-02362-0.
- Павлов В.Г. Трагедии советской разведки. - М.: ЗАО Изд-во Центрполиграф, 2000. - ISBN 5-227-01038-2.
- Павлов В. Г. Женское лицо разведки. — М.: Олма-Пресс, 2003. — ISBN 5-94849-088-2.
- Павлов В. Г. Тайное проникновение. Секреты советской разведки. — М.: Эксмо, 2014. — 480 с. — (Гроссмейстеры тайной войны). — ISBN 978-5-4438-0862-8.